# ТЕС Мариця-Схід-1
ТЕС Мариця-Схід-1 — колишня теплова електростанція на південному сході Болгарії. Відносилась до складу комплексу Мариця-Схід разом з ТЕС Мариця-Схід-2 та ТЕС Мариця-Схід-3.
В 1959 – 1962 роках на майданчику станції стали до ладу шість котлів виробництва Барнаульського котельного заводу, які живили чотири теплофікаційні турбіни потужністю по 50 МВт, постачені Турбомоторним заводом із Свердловська. Продуковане цією чергою тепло використовувалось для сушки вугільних брикетів на розташованому поруч заводі.
У 1963 – 1964 роках запустили другу чергу із двох блоків потужністю по 150 МВт. В кожному з них два котла ПК-38-1 живили одну конденсаційну турбіну К-150-130. 
ТЕС спорудили з розрахунку на використання лігніту із розташованого поряд вугільного кар’єру.
Воду для охолодження отримували із водосховища Розов-Кладенец, на березі якого знаходився майданчик станції. Цю водойму створили у межиріччі  Сазлійки та її лівої притоки Соколіци, за рахунок відведення ресурсу з яких відбувається її поповнення. 
Видача продукції провадилась по ЛЕП, розрахованій на роботу під напругою 110 кВ.
В 1988 – 1990 роках другу чергу станції вивели з експлуатації. А у 2010-му застарілу ТЕСю повністю закрили. При цьому з 2011 року на її майданчику працює сучасна ТЕС Гилибово, яку також можуть називати Мариця-Схід-1.